# Friedrich Schaffstein
Friedrich Schaffstein (* 28. Juli 1905 in Göttingen; † 8. November 2001 ebenda) war ein deutscher Strafrechtler, Kriminologe und Rechtshistoriker. Neben Georg Dahm gilt Friedrich Schaffstein als einer der exponiertesten Vertreter der nationalsozialistischen Strafrechtslehre.

## Leben und wissenschaftliches Wirken

### Herkunft, Studium und erste Veröffentlichungen
Der Vater Friedrich Schaffsteins, Carl Schaffstein (1863–1938), Doktor der Philosophie der Mathematik, Zahlentheoretiker, war Privatgelehrter in Göttingen. Friedrich hatte noch zwei jüngere Brüder. Nach dem Abitur 1924 studierte er an den Universitäten Göttingen und Innsbruck Rechtswissenschaften. 1928 wurde er bei Robert von Hippel in Göttingen mit der Dissertation Die Behandlung der Schuldarten im ausländischen Strafrecht seit 1908 zum Dr. jur. promoviert. Er habilitierte sich 1930 ebenfalls bei Robert von Hippel mit einer auch heute noch als bedeutend angesehenen rechtshistorischen Arbeit, in der er sich mit den gemeinrechtlichen Vorläufern der modernen Verbrechenssystematik auseinandersetzte.
An der Universität in Göttingen war er ab 1930 als Privatdozent für Strafrecht tätig und wechselte 1932 an die Universität nach Marburg. Hier vertrat er die Fächer Zivilprozessrecht, Konkursrecht, Prozessrecht und ebenfalls Strafrecht. Einer größeren juristischen Öffentlichkeit bekannt wurde er sodann durch die um die Jahreswende 1932/33 herum gemeinsam mit Georg Dahm verfasste Streitschrift Liberales oder autoritäres Strafrecht. In dieser Streitschrift verfochten die beiden jungen Strafrechtler ein antiliberales und autoritäres Strafrecht, das allein auf Vergeltung und Abschreckung (durch harte Sanktionen) gegründet sein sollte, nicht jedoch auf die spezialpräventiven Erziehungsgedanken der „Modernen Schule“ Franz von Liszts. Insbesondere habe sich das autoritäre Strafrecht methodologisch vom Individualismus jedweder geistesgeschichtlichen Prägung ab- und sich überindividuellen Werten zuzuwenden. Die Verfasser bekannten sich in diesem Werk noch nicht explizit zum Nationalsozialismus, sondern sahen sich als Teil einer breiter angelegten, völkischen Gesamtbewegung. Die propagierte Rückkehr eines autoritären Machtstaats, der die „Erweichung des Strafrechts zugunsten des Rechtsbrechers“ durch Überbetonung eines auf Vergeltung und Abschreckung gerichteten Strafverständnisses korrigiert, und die fehlende empirische Begründung der von ihnen bewusst geschürten Kriminalitätsfurcht, bewiesen jedoch bereits am Vorabend der Machtübertragung die ideologisch verkürzte Sichtweise ihrer Verfasser, die auch aus zeitgenössischer Perspektive eine verstecke nationalsozialistische Programmatik vermuten ließ.

### Verstrickung in die Ideologisierung der Rechtswissenschaft des „Dritten Reiches“
Bereits kurz nach der nationalsozialistischen „Machtergreifung“ bekannte sich Friedrich Schaffstein sodann auch explizit zum Nationalsozialismus. Im Bund Nationalsozialistischer Deutscher Juristen war er zu dieser Zeit Gaufachberater und in der Fachgruppe der Hochschullehrer aktiv. 1933 erhielt er einen Ruf an die Universität Leipzig, wo er als Ordentlicher Professor für Strafrecht wirkte. Bereits in seiner Antrittsvorlesung hob er die Bedeutung der nationalsozialistischen Rassenideologie hervor: „Die Überlegenheit des Nationalsozialismus und seiner Rassenidee über die politische Ideologie der Aufklärung und des Marxismus hat eine ihrer tiferen Ursachen gerade darin, daß jener von der erbbiologischen Ungleichheit, dieser ab von der angeblichen Gleichheit und damit von einer überholten älteren [rein pyhsiologischen] Entwicklungsphase naturwissenschaftlichen Denkens ausgeht.“
Auch in weiteren Veröffentlichungen während seiner Zeit als Leipziger Ordinarius forderte Schaffstein die „politische Tätigkeit des nationalsozialistischen Gesetzgebers [...] bei der Gesetzesauslegung und Ausfüllung von Gesetzeslücken fortzusetzen und zu Ende zu führen“, sodass seine Loyalität zur NS-Führung und zur „Rechtserneuerung“ im Sinne einer Umgestaltung und Neuinterpretation aller Rechtsgrundbegriffe in einem nationalsozialistischen und völkischen Sinn nicht mehr in Frage gestellt werden konnte. Diese Loyalität fand insbesondere im Reichswissenschaftsministerium Beachtung, wo der dortige Hauptreferent Karl August Eckhardt bereits seit 1933 einen Umbau der Kieler Rechtsfakultät zu einer nationalsozialistischen „Stoßtruppfakultät“ organisierte. Eckhardt war an einer Berufung Schaffsteins als Nachfolger auf den ehemals vom verdrängten Kriminologen Hans von Hentig besetzten Lehrstuhl interessiert. Auch für Schaffstein bot sich die Annahme eines sodann an ihn ergangenen Rufes an die Kieler Fakultät an, schon aufgrund der Tatsache, dass dort neben Georg Dahm die ihm bereits aus Göttingen bekannten und politisch gleichgesinnten Rechtswissenschaftler Karl Larenz und Karl Michaelis Lehrstühle innehatten. Insofern nahm er den Kieler Ruf zum 1. April 1935 an und erhielt dort das Ordinariat für Strafrecht, Strafverfahrensrecht und Kriminologie.
Neben Dahm stellte Schaffstein den zweiten strafrechtlichen Hauptvertreter der sogenannten Kieler Schule (auch genannt: „Kieler Richtung“) des Rechts dar. Die ideologische Homogenität der „Kieler Schule“, zu der neben Larenz und Michaelis auch die Rechtswissenschaftler Wolfgang Siebert, Paul Ritterbusch und Ernst Rudolf Huber gehörten, stand exemplarisch für ihr organisches Staatsverständnis, das eine Pluralität von Meinungen und Interessen als für den gemeinschaftlichen Zusammenschluss und völkisch-rassische Zielsetzung schädlich betrachtete und mithin bekämpfen musste. Die diesem Verständnis immanente Pönalisierung abweichendens Verhaltens und abweichender Gesinnung fasste Schaffstein prägnant zusammen: „Für uns ist ferner Sinn der Strafe und des Strafrechts nicht mehr Schutz von Individualsphären, sondern Reinigung und zugleich Schutz der Volksgemeinschaft durch die Ausscheidung der Entarteten.“
Schaffstein trug in dreierlei Hinsicht zur Theoriebildung der „Kieler Schule“ bei:
1. durch seine Konzeption einer „politischen Strafrechtswissenschaft“
2. durch seine Lehre vom Verbrechen als Pflichtverletzung
3. durch seine Beiträge zu der von Georg Dahm begründeten Gesinnungstätertypenlehre.

Schaffsteins damaliger Auffassung zufolge gibt es keine unpolitische Art, Wissenschaft zu betreiben. Jede Wissenschaft beruhe vielmehr auf bestimmten politischen Grundanschauungen. So sei auch die fälschlicherweise als unpolitisch titulierte, vornationalsozialistische Strafrechtslehre keineswegs unpolitisch gewesen, sondern habe auf den nunmehr „überwundenen“ politischen Grundsätzen eines individualistischen und rationalistischen Zeitalters gefußt. Insofern konsequent, forderte Schaffstein ein offenes Bekenntnis der „neuen“ Strafrechtslehre zum Nationalsozialismus. Im Lichte der nationalsozialistischen Weltanschauung habe eine politische Strafrechtswissenschaft das Verbrechen nicht als Rechtsgutverletzung, sondern als eine Pflichtverletzung gegenüber der Volksgemeinschaft zu betrachten. Die von der traditionellen Strafrechtslehre durchgeführte systematische Unterscheidung von „Rechtswidrigkeit“ und „Schuld“ sollte aufgegeben und im übergeordneten Konzept einer „materiellen Rechtswidrigkeit“ vereint werden.
Schaffstein konkretisierte weiterhin die von Dahm entworfene normative Gesinnungstätertypenlehre, indem er dieses „neue“ Täterstrafrecht explizit vom Täterstrafrecht der Strafrechtsschule Franz von Liszts abgrenzte. Der Täter dürfe nicht, wie dies Franz von Liszt gefordert habe, rational-zweckhaft, sondern müsse aufgrund einer „Wesensschau ganzheitlich und konkret“ erfasst werden. Die Tätertypenlehre Franz von Liszts sei zudem weltanschaulich überwunden und – hier äußert sich Schaffstein ganz im Sinne seines Konzepts der politischen Strafrechtswissenschaft – gerade aufgrund ihrer „rationalistischen und utilitaristischen“ Grundhaltung abzulehnen.
Schaffsteins Ansichten übten – ebenso wie die seines Kieler Kollegen Dahm – einen nicht zu unterschätzenden Einfluss auf den strafrechtswissenschaftlichen Diskurs des Dritten Reiches aus. Am kontroversesten wurden seine Thesen zur ersatzlosen Ersetzung des Begriffes „Rechtsgut“ durch das Konzept „Pflichtwidrigkeit“ und sein Vorschlag, ein nationalsozialistisches Strafrecht solle nicht zwischen Rechtswidrigkeit und Schuld unterscheiden, diskutiert. Strikte Ablehnung erfuhren Schaffsteins Ansichten von den beiden Marburger Strafrechtlern Erich Schwinge und Leopold Zimmerl, die ihn 1937/38 als Vertreter eines strafrechtlichen Irrationalismus einordneten und kritisierten (vgl. hierzu vor allem das unten aufgeführte Werk Erich Schwinges). Im Anschluss an diese Kritik relativierte Schaffstein einige seiner vor 1937 erarbeiteten Theorien formal bzw. sprach davon, lediglich eine Akzentverschiebung vorgenommen zu haben. Im gleichen Jahr wurde er Herausgeber der Zeitschrift für die Strafrechtswissenschaft, in der er weitere, in diesen Positionen gehaltene Artikel veröffentlicht.
Neben der theoretischen Diskussion um den rechtsdogmatischen Überbau der „Rechtserneuerung“ beschäftigte sich Schaffstein auch mit der praktischen Umsetzung nationalsozialistischer Rechtsideen, insbesondere im Jugendstrafrecht. So leitete er den Unterausschuss für Jugendstrafrecht der von Hans Frank gegründeten Akademie für Deutsches Recht. Nachdem er bereits 1938 die „überragende Bedeutung der Anlagefaktoren unter den Verbrechensursachen“ hervorgehoben hatte, aus der sich innerhalb der „pädagogischen Bemühungen um den jugendlichen Kriminellen [...] die Forderung nach Auslese und Typensonderung [ergibt]“, trug er auch im Hinblick auf die Beratungen zum Reichsjugendgerichtsgesetz von 1943 die rassenhygienische Ausrichtung im Strafrecht mit.
Schaffstein lebte und lehrte während des Zweiten Weltkrieges ab 1941 an der Reichsuniversität Straßburg, wo er auch das Institut für Strafrecht leitete und Dekan war.

### Nach 1945
Auf Grund seiner NS-Vergangenheit war es Schaffstein zunächst nicht möglich, erneut auf einen Lehrstuhl an einer deutschen juristischen Fakultät zu gelangen. Erst 1954 erhielt er eine Berufung als Professor an die Universität Göttingen, wo er bis zu seiner Emeritierung im Jahre 1969 lehrte.
1955 wurde er zum ordentlichen Mitglied der Göttinger Akademie der Wissenschaften gewählt. Wissenschaftlich beschäftigte sich Schaffstein zu dieser Zeit zunächst hauptsächlich mit Wilhelm von Humboldt und mit rechtshistorischen Studien über die europäische Strafrechtswissenschaft zur Zeit des Humanismus. Des Weiteren avancierte Schaffstein in der Nachkriegszeit zu einem der prominentesten Vertreter des deutschen Jugendstrafrechts. Sein Lehrbuch Jugendstrafrecht. Eine systematische Darstellung erlebte bis 2002 vierzehn Auflagen und wurde zu einem Klassiker der diesbezüglichen juristischen Ausbildungsliteratur.
Seine eigenen Verstrickungen in die NS-Rechtslehre bedauerte Schaffstein gegen Ende seines Lebens zusehends und schrieb 1965 selbstkritisch: „Aus derselben Wurzel erwuchsen schließlich Krieg und die Verbrechen von Auschwitz“. Ab 1966 war er Mitherausgeber der Kriminologischen Studien.

## Veröffentlichungen (Auswahl)
- Die Behandlung der Schuldarten im ausländischen Strafrecht seit 1908, Breslau 1928.
- Die allgemeinen Lehren vom Verbrechen in ihrer Entwicklung durch die Wissenschaft des Gemeinen Strafrechts, Berlin 1930.
- Liberales oder autoritäres Strafrecht?, Hamburg 1933 (zusammen mit Georg Dahm).
- Zur Problematik der teleologischen Begriffsbildung im Strafrecht, Leipzig 1934.
- Politische Strafrechtswissenschaft, Hamburg 1934.
- Das Verbrechen als Pflichtverletzung. In: Karl Larenz (Hrsg.): Grundfragen der neuen Rechtswissenschaft, Berlin 1935, S. 108–142.
- Ausleserecht gegen Minderwertigenfürsorge – Zur Neuordnung des Jugendstraf- und Pflegerechts. In: Das Junge Deutschland. 1937 (HJ-Zeitschrift).
- Wilhelm von Humboldt. Ein Lebensbild, Frankfurt a. M. 1952.
- Die europäische Strafrechtswissenschaft im Zeitalter des Humanismus, Göttingen 1954.
- Jugendstrafrecht. Eine systematische Einführung, Stuttgart 1959 (14. Aufl. 2002).